# Liste der Biografien/Thom
Liste der Biografien |
Portal Biografien |
Personensuche
# |
A |
B |
C |
D |
E |
F |
G |
H |
I |
J |
K |
L |
M |
N |
O |
P |
Q |
R |
S |
T |
U |
V |
W |
X |
Y |
Z |
?
 
Ta |
Tc |
Te |
Tf |
Tg |
Th |
Ti |
Tj |
Tk |
Tl |
Tm |
To |
Tq |
Tr |
Ts |
Tu |
Tv |
Tw |
Tx |
Ty |
Tz
 
Tha |
The |
Thi |
Thj |
Thn |
Tho |
Thr |
Thu |
Thw |
Thy
 
Thoa |
Thob |
Thod |
Thoe |
Thof |
Thog |
Thoh |
Thoi |
Thok |
Thol |
Thom |
Thon |
Thoo |
Thop |
Thor |
Thos |
Thot |
Thou |
Thov |
Thow |
Thoz
 
Thoma |
Thomb |
Thomc |
Thome |
Thomf |
Thomi |
Thomk |
Thomm |
Thomo |
Thomp |
Thoms
Die Liste der Biografien führt alle Personen auf, die in der deutschsprachigen Wikipedia einen Artikel haben. Dieses ist eine Teilliste mit 29 Einträgen von Personen, deren Namen mit den Buchstaben „Thom“ beginnt.

## Thom
- Thom, Achim (1935–2010), deutscher Medizinhistoriker, Philosoph und Hochschullehrer
- Thom, Alexander (1894–1985), schottischer Ingenieurswissenschaftler und Hobbyarchäologe
- Thom, Andreas (1884–1943), österreichischer Schriftsteller
- Thom, Andreas (* 1965), deutscher Fußballspieler und -trainerAndreas Thom (* 1965)

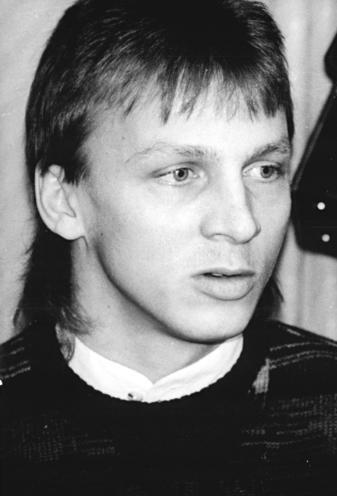
Andreas Thom (* 1965)

- Thom, Andreas (* 1977), deutscher Mathematiker
- Thom, Bérénice (* 1980), deutsche Juristin und Richterin am Einheitlichen Patentgericht
- Thom, Bob (1917–2004), britischer Radrennfahrer
- Thom, Cameron E. (1825–1915), US-amerikanischer Politiker
- Thom, Charles (1872–1956), amerikanischer Mykologe
- Thom, Eitelfriedrich (1933–1993), deutscher Dirigent
- Thom, Ernst (1713–1773), deutscher Literaturwissenschaftler, Rhetoriker und Ökonom
- Thom, Fitz van (* 1977), deutscher Schauspieler, Regisseur und Filmemacher
- Thöm, Helmut (* 1939), deutscher Ingenieur und Hochschullehrer
- Thom, Hendrik Bernardus (1905–1983), südafrikanischer Historiker, Hochschullehrer, Rektor und Kanzler an der Universität Stellenbosch
- Thom, Henry (* 1970), deutsch-kanadischer Eishockeyspieler und -trainer
- Thom, Johan Carl (* 1954), südafrikanischer Klassischer Philologe
- Thom, Kapuka John (1918–2009), namibischer traditioneller Führer
- Thom, Karl (1893–1945), deutscher Offizier der Fliegertruppe im Ersten Weltkrieg
- Thom, Karl (1900–1935), evangelischer Geistlicher
- Thom, Linda (* 1943), kanadische Sportschützin
- Thom, Martina (1935–2019), deutsche Philosophin
- Thom, Norbert (1946–2019), deutsch-schweizerischer Wirtschaftswissenschaftler
- Thom, Peter (1935–2005), deutscher Schauspieler
- Thom, Randy (* 1951), US-amerikanischer Tontechniker und Sounddesigner
- Thom, René (1923–2002), französischer Mathematiker
- Thom, Sandi (* 1981), britische Singer-Songwriterin
- Thom, Sascha (* 1945), deutsche Sängerin
- Thom, Sven van (* 1977), deutscher Musiker
- Thom, William R. (1885–1960), US-amerikanischer Politiker